# Warriors Bologna 2019
Questa voce raccoglie le informazioni riguardanti gli Warriors Bologna nelle competizioni ufficiali della stagione 2019.

## Roster
| Roster degli Warriors Bologna (2019) |
| --- |
| Quarterback - 12 Nicolò Foresti - 15 Nicolò Scaglia Running Back - 6 Alessandro Amato FB/OLB - 11 Matteo Ballarin - 22 James Anthony Flanders - 25 Clement Perotto - 28 Alessio Corazza RB/WR - 32 Emiliano Cordova Carrasco - 33 Ervis Cira - 40 Maxym Berezan - 72 Riccardo Bovina Wide Receiver - 2 Sansone Capogrosso - 19 Davide Ravaioli - 83 Gabriele Sassoli - 85 Matteo Zanetti - 86 Luca Melanciana - 89 Mattia Parlangeli WR/KOR - 90 Andrea Bello Tight End - 87 Andrea Sangiorgi Offensive Linemen - 56 Thomas Sturniolo - 60 Federico Armaroli - 61 Gianluca Renzi - 64 Alessandro Verucchi - 73 Mirko Mattana - 74 Alberto Meletti OL/DL - 75 Fabio Mazza Defensive Linemen - 7 Andrea Mirenda DE - 58 Claudio Raspa DE/G - 63 Fabio Fiori - 78 Andrea Fantazzini - 91 Andrea Nadalini DE Linebacker - 9 Saulo Capece - 20 Giulio Frabetti - 44 Tiberio Calbucci - 51 Glauco Capece OLB/MLB - 53 Diego Tomasi - 54 Filippo Camassa Defensive Back - 1 Jonathan Ted Benson Cerullo Uyi CB - 3 Marco Drittenpreis CB - 5 Tanner Gaskill-Cadwallader CB - 21 Paolo Sargeni CB - 23 Matteo Fajeti - 31 Riccardo Biagini - 36 Carlo Piloni - 47 Antonio Sciacqua Special Team Coaching staff Giorgio Longhi (HC) · Andrea Vecchi (OC) · Mauro Solmi (DC) · Vincent Argondizzo (ST) · Michele Cesari (Ass.) · Tommaso Labarile (Ass.) · Marco Meletti (Ass.) · Graziano Petix (Ass.) · Luca Trepiccione (Ass.) |

## Campionato I Divisione 2019

### Stagione regolare
| Arbitri: | G. Sabbatinelli G. Genise G. Curatolo D. Vitale A. Visconti A. Robledo N. Pizzorno |

| |           | |
| Parlangeli 2':22" Q1 (TD) 16yd pass from Scaglia M. Zanetti Q1 (pat) A. Sangiorgi 1':00" Q1 (TD) 2yd pass from Scaglia M. Zanetti Q1 (pat) Cira 8':02" Q4 (TD) 10yd run | Marcatori | T. Johnson 5':45" Q2 (TD) 1yd run T. Pozzebon 2':43" Q2 (TD) 43yd pass from T. Johnson P. Meconi Q2 (tpc) pass from T. Johnson L. Melchiorre 4':40" Q3 (TD) 67yd pass from T. Johnson G. Bianco Q3 (pat) L. Melchiorre 2':00" Q3 (TD) 70yd interception return M. Gentili 0':12" Q3 (TD) 22yd pass from T. Johnson G. Bianco Q3 (pat) M. Gentili 3':55" Q4 (TD) 25yd run |

| Arbitri: | Camossa F. Mariotti I. Conti D. Vitale G. Sabbatinelli V. Vitelli L. Ferracuti |

|                                    |           | |
| J. Flanders 8':10" Q2 (TD) 2yd run | Marcatori | di Tunisi 5':40" Q1 (TD) 69yd pass from Zahradka di Tunisi Q1 (pat) C. Buccellato 5':15" Q2 (TD) 3yd pass from Zahradka Mitchell 0':53" Q2 (TD) 11yd pass from Zahradka Mitchell 2':20" Q3 (TD) 6yd pass from Zahradka Mitchell Q3 (tpc) rush di Tunisi 9':55" Q4 (TD) 8yd pass from Zahradka P. Previtali Q4 (pat) Mitchell 6':40" Q4 (TD) 22yd pass from Zahradka P. Previtali Q4 (pat) |

| Arbitri: | Sala Gaias Tomaz A. Ferrarini S. d'Amato N. Janicijevic A. Menotti |

| |           |                                    |
| Simone 1':17" Q1 (TD) 20yd pass from D. Gahafer della Vecchia Q1 (pat) della Vecchia 8':00" Q2 (FG) 36yd Simone 3':37" Q3 (TD) 54yd pass from D. Gahafer della Vecchia Q3 (pat) I. Silot Pajan 1':19" Q3 (TD) 57yd run della Vecchia 5':35" Q4 (FG) 33yd J. Cox 4':26" Q4 (TD) 39yd interception return della Vecchia Q4 (pat) | Marcatori | J. Flanders 6':51" Q1 (TD) 4yd run |

| Arbitri: | F. Garlaschi A. Maghini Tomaz F. Monti A. Visconti D. Vitale N. Pizzorno |

| |           | |
| D. Ravaioli 5':00" Q1 (FG) 35yd Scaglia 9':48" Q3 (TD) 19yd run J. Flanders 6':56" Q3 (TD) 1yd run | Marcatori | C. Brancaccio 0':59" Q1 (FG) 24yd Albertson 8':34" Q3 (TD) 76yd pass from Hughes III C. Brancaccio Q3 (pat) Soltana 4':40" Q4 (TD) 21yd pass from C. Brancaccio Albertson Q4 (tpc) pass from Hughes III |

| Arbitri: | R. Passalacqua Gaias I. Conti D. Vitale N. Pizzorno S. Bernini S. Mari... |

| |           | |
| M. Pooda 7':05" Q1 (TD) 2yd pass from Hennessey M. Felli Q1 (pat) S. Alinovi 3':40" Q1 (TD) 19yd pass from Hennessey M. Felli Q1 (pat) S. Alinovi 2':26" Q2 (TD) 32yd pass from Hennessey M. Felli Q2 (pat) Hennessey 7':41" Q3 (TD) 10yd run M. Felli Q3 (pat) Canali 2':42" Q4 (TD) 14yd pass from Hennessey M. Felli Q4 (pat) | Marcatori | J. Flanders 4':53" Q2 (TD) 51yd run M. Zanetti Q2 (pat) J. Flanders 1':48" Q2 (TD) 64yd run A. Nadalini 9':04" Q4 (saf) |

| Arbitri: | E. Smith F. Mariotti I. Conti A. Anania L. Ferracuti V. Vitelli D. Gilardi |

| |           | |
| J. Flanders 9':26" Q1 (TD) 25yd run P. Sargeni Q1 (pat) Cira 8':29" Q2 (TD) 3yd run P. Sargeni Q2 (pat) Cira 5':21" Q3 (TD) 9yd run P. Sargeni Q3 (pat) M. Berezan 1':53" Q4 (TD) 49yd pass from Scaglia P. Sargeni Q4 (pat) | Marcatori | Carboni 6':02" Q1 (TD) 10yd pass from Hawthorne F. Camorani Q1 (pat) Franco 0':53" Q1 (TD) 53yd pass from Hawthorne F. Camorani Q1 (pat) Nacita 7':50" Q2 (TD) 55yd pass from Hawthorne Q. Sousa 4':44" Q2 (TD) 15yd pass from Nacita Franco Q2 (tpc) pass from Nacita Carboni 0':41" Q3 (TD) 10yd pass from Nacita |

| Arbitri: | E. Smith Sala Tomaz Zampedri Colombo M. Bernardi A. Pagani |

| |           | |
| Fimiani 3':44" Q1 (TD) 3yd run W. Testa Q1 (pat) Germany 1':17" Q1 (TD) 61yd pass from Fimiani W. Testa Q1 (pat) M. Bonzanni 8':00" Q3 (TD) 15yd pass from Fimiani W. Testa Q3 (pat) Fimiani 11':28" Q4 (TD) 1yd run W. Testa Q4 (pat) | Marcatori | J. Flanders 3':26" Q1 (TD) 1yd run M. Zanetti Q1 (pat) J. Flanders 2':39" Q2 (TD) 1yd run M. Zanetti Q2 (pat) J. Flanders 10':26" Q3 (TD) 56yd run M. Zanetti Q3 (pat) M. Zanetti 5':03" Q3 (FG) 22yd M. Zanetti 2':20" Q3 (TD) 29yd pass from Scaglia M. Zanetti Q3 (pat) G. Sassoli 11':16" Q4 (TD) 80yd kickoff return |

| Arbitri: | G. Marcuccetti M. Breglia A. Ferrarini F. Antonelli A. Pagani A. Gentile R. Rettani |

| |           | |
| A. Brown 5':29" Q1 (TD) 33yd pass from M. Wright jr. A. d'Alice Q1 (pat) A. Brown 8':45" Q2 (TD) 1yd pass from M. Wright jr. A. d'Alice Q2 (pat) A. Brown 2':32" Q2 (TD) 10yd pass from M. Wright jr. A. d'Alice Q2 (pat) T. Seck 10':37" Q3 (TD) 53yd pass from M. Wright jr. A. d'Alice Q3 (pat) T. Seck 8':24" Q3 (TD) 29yd pass from M. Wright jr. A. d'Alice Q3 (pat) T. Seck 1':40" Q3 (TD) 85yd kickoff return M. Wacoubo 0':59" Q4 (TD) 20yd pass from M. Wright jr. A. d'Alice Q4 (pat) | Marcatori | M. Zanetti 6':10" Q1 (TD) 24yd pass from Scaglia G. Sassoli 4':22" Q1 (TD) 41yd pass from Scaglia S. Capogrosso 0':59" Q2 (TD) 9yd pass from Scaglia P. Sargeni Q2 (pat) M. Zanetti 5':06" Q3 (TD) 12yd pass from Scaglia P. Sargeni Q3 (pat) M. Berezan 2':06" Q3 (TD) 4yd run M. Berezan Q3 (tpc) rush M. Berezan 7':00" Q4 (TD) 1yd run M. Berezan 4':00" Q4 (TD) 49yd pass from Scaglia |

## Statistiche di squadra
| Competizione | %Vittorie | In casa | In casa | In casa | In casa | In casa | In casa | In trasferta | In trasferta | In trasferta | In trasferta | In trasferta | In trasferta | Totale | Totale | Totale | Totale | Totale | Totale |
| Competizione | %Vittorie | G       | V       | N       | P       | Pf      | Ps      | G            | V            | N            | P            | Pf           | Ps           | G      | V      | N      | P      | Pf     | Ps     |
| ------------ | --------- | ------- | ------- | ------- | ------- | ------- | ------- | ------------ | ------------ | ------------ | ------------ | ------------ | ------------ | ------ | ------ | ------ | ------ | ------ | ------ |
| Campionato   | .125      | 4       | 0       | 0       | 4       | 69      | 133     | 4            | 1            | 0            | 3            | 104          | 144          | 8      | 1      | 0      | 7      | 173    | 277    |
| Totale       | .125      | 4       | 0       | 0       | 4       | 69      | 144     | 4            | 1            | 0            | 3            | 104          | 144          | 8      | 1      | 0      | 7      | 173    | 277    |

## Statistiche personali

### Marcatori
| Giocatore           | Ruolo | TD rush | TD recv | TD int | TD p.ret | TD k.ret | TD oth | Xp1 | Xp2 | FG | Saf | Totale |
| ------------------- | ----- | ------- | ------- | ------ | -------- | -------- | ------ | --- | --- | -- | --- | ------ |
| J. Flanders         | RB    | 9       | 0       | 0      | 0        | 0        | 0      | 0   | 0   | 0  | 0   | 54     |
| M. Zanetti          | WR    | 0       | 3       | 0      | 0        | 0        | 0      | 7   | 0   | 1  | 0   | 28     |
| M. Berezan          | RB    | 2       | 2       | 0      | 0        | 0        | 0      | 0   | 1   | 0  | 0   | 26     |
| Cira                | RB    | 3       | 0       | 0      | 0        | 0        | 0      | 0   | 0   | 0  | 0   | 18     |
| G. Sassoli          | WR    | 0       | 1       | 0      | 0        | 1        | 0      | 0   | 0   | 0  | 0   | 12     |
| S. Capogrosso       | WR    | 0       | 1       | 0      | 0        | 0        | 0      | 0   | 0   | 0  | 0   | 6      |
| Gaskill-Cadwallader | CB    | 1       | 0       | 0      | 0        | 0        | 0      | 0   | 0   | 0  | 0   | 6      |
| Parlangeli          | WR    | 0       | 1       | 0      | 0        | 0        | 0      | 0   | 0   | 0  | 0   | 6      |
| A. Sangiorgi        | TE    | 0       | 1       | 0      | 0        | 0        | 0      | 0   | 0   | 0  | 0   | 6      |
| P. Sargeni          | DB    | 0       | 0       | 0      | 0        | 0        | 0      | 6   | 0   | 0  | 0   | 6      |
| D. Ravaioli         | WR    | 0       | 0       | 0      | 0        | 0        | 0      | 0   | 0   | 1  | 0   | 3      |
| A. Nadalini         | DE    | 0       | 0       | 0      | 0        | 0        | 0      | 0   | 0   | 0  | 1   | 2      |

### Passer rating
| Giocatore  | G | Att | Comp | Int | Yds | TD | NFL   | NCAA   |
| ---------- | - | --- | ---- | --- | --- | -- | ----- | ------ |
| Scaglia    | 8 | 179 | 75   | 6   | 987 | 9  | 62,77 | 98,11  |
| N. Foresti | 3 | 4   | 3    | 0   | 15  | 0  | 80,21 | 106,50 |
| M. Zanetti | 8 | 1   | 1    | 0   | -11 | 0  | 79,17 | 7,60   |